# Tamga
Tamga ist eine ausgestorbene Tiergattung des Ediacariums, die zu den Proarticulata gehören dürfte.

## Etymologie
Die Gattungsbezeichnung Tamga leitet sich von dem gleichlautenden türkischen Wort ab, das Siegel oder Brandzeichen bedeutet. Der Artname hamulifera (Haken tragend) ist eine Krasis-Zusammensetzung der lateinischen Wörter hamulus (kleiner Haken) und ferre (tragen).

## Erstbeschreibung
Tamga wurde im Jahr 2007 erstmals von Andrei Jurjewitsch Iwanzow wissenschaftlich beschrieben.

## Vorkommen
Fossilien von Tamga hamulifera stammen aus präkambrischen Schichten an der Weißmeerküste im Norden Russlands.

## Beschreibung
Das sehr kleine, nur 3 bis 5 Millimeter lange, diskusförmige Fossil besitzt sieben, hakenartige Isomere, die sternförmig entlang der Außenzone angeordnet sind. Tanga hamulifera gehörte wahrscheinlich zu dem Stamm der Proarticulata, da es mit seinen hakenförmigen Isomeren und in seiner generellen, körperlichen Erscheinung sehr stark Praecambridium sigillum ähnelt. Der abgeflachte Körper mit seiner kompakten Gruppe herausragender Isomere im Zentrum, die von einem nicht-unterteilten Randbereich umgeben wird, zeigt überdies eine gewisse Verwandtschaft mit Onega stepanovi.
Die Fossilien von Tamga sind eventuell Skleriten – so zeigen beispielsweise Skleriten der Palaeoscolecida eine sehr ähnlich Scheibenform mit einem Ring oder Reihen von Tuberkeln in der Mitte. Dem widerspricht jedoch die unterschiedliche Größe von Tamga. Überdies konnten bisher noch keinerlei Skleriten in Fossilgemeinschaften des Ediacariums diagnostiziert werden.